# ST Dupont
ST Dupont Paris je slavný francouzský výrobce zapalovačů, per, příručních zavazadel a dalších luxusních věcí. Společnost produkuje své známé výrobky již od roku 1872, kdy ji založil Simon Tissot Dupont. Zakladatel značky pocházel ze Savojska, kde se narodil roku 1847 a jeho iniciály jsou dodnes ve znaku firmy.

## Historie firmy
Simon Tissot založil svoji přepravní společnost již v 60. letech 19. století, ale roku 1872 byla zničena požárem. Nevzdal se však a ještě v tomtéž roce koupil dílnu, která vyráběla kufry a cestovní zavazadla pro obchodníky a diplomaty.
Simon Tissot Dupont předal svoji firmu svým synům v roce 1919. Jeho synové – Lucien a Andre, kteří obchodovali pod značkou Les Fils de S.T. Dupont (Synové ST Duponta) změnili výrobní aktivity firmy. Začali naplno s výrobou cestovních zavazadel a firma s 250 zaměstnanci a 17 obchodníky se proměnila v dílnu, která produkovala výrobky z oborů jako zlatnictví, řezbářství, kožená galanterie, rytectví, zámečnictví… .
Roku 1924 S.T. Dupont svoji firmu přemístil z rue Dieu v Paříži zpět do původního rodinného města Faverges v Savojsku.
Roku 1929 byl Lucien Tissot Dupont pozván do New Yorku a to slavným Louisem Cartierem, aby představil svá cestovní zavazadla a další výrobky firmy v obchodě na 5th Avenue. Nakonec k tomu díky Krizi nedošlo.
Dupont se záhy stal velice slavným a jeho výrobky byly nabízeny i na královských dvorech, bankéřům… . A tento stav trvá dodnes.

## Výrobky firmy
V současnosti produkuje Dupont především zapalovače, pera, peněženky, hodinky a parfémy. První zapalovač, kterými se firma proslavila nejvíce, byl představen roku 1941 a byl vyroben z hliníku z důvodu válečného nedostatku surovin. Výrobky jsou především směřovány na muže, ale i na ženy v Dupontu myslí a část kolekce je určena právě jim.